# Saturn V
Saturn V (Saturn 5) je americká vícestupňová nosná raketa, používaná v programu Apollo a Skylab. Byla to největší raketa typu Saturn, i když NASA měla připravené návrhy i větších a silnějších raket, například rakety Nova. Saturn V byl navržen a vyvinut v Marshall Space Flight Center pod vedením Wernhera von Brauna, který v průběhu druhé světové války pracoval na německém programu raketových střel V-2. Hlavními dodavateli byly firmy Boeing, North American Aviation, Douglas Aircraft a IBM.
Od 1967 do 1973 NASA vypustila třináct raket Saturn V bez toho, aby ztratila jedinou. Apollo 6 a Apollo 13 měly sice poruchy motorů, palubní počítače to ale dokázaly eliminovat tím, že ostatní motory nechaly běžet déle. Hlavní úlohou těchto raket bylo vynést kosmickou loď Apollo, která potom dopravila astronauty NASA na Měsíc. Tyto rakety též vynesly kosmickou stanici Skylab a byly plánovány i jako hlavní nosné rakety pro později zrušený program kosmických sond na Mars (Voyager). Tento projekt byl v roce 1976 nahrazen programem Viking.

## Pozadí

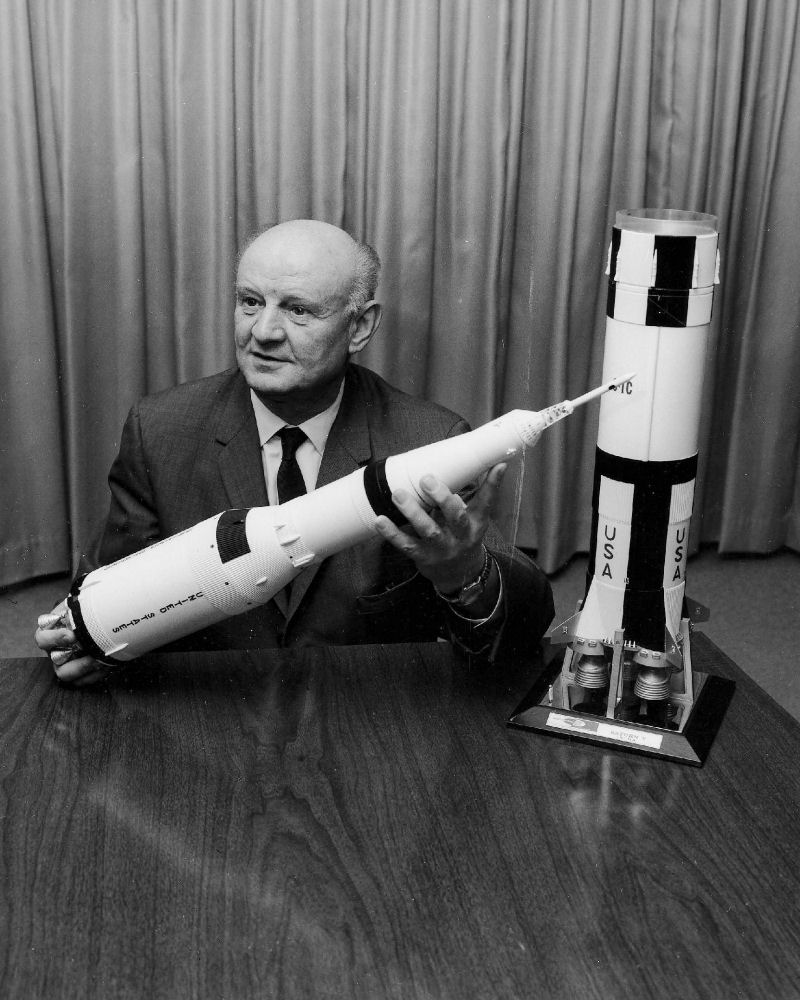
Arthur Rudolph – vedoucí projektu Saturn V

Na přelomu padesátých a šedesátých let dvacátého století měl Sovětský svaz v kosmických závodech výrazný náskok před Spojenými státy. V roce 1957 Sověti vypustili Sputnik 1, první umělou družici a 12. dubna 1961 se Jurij Gagarin stal prvním člověkem, který uskutečnil oblet Země.
25. května 1961 prezident USA Kennedy oznámil, že Amerika se pokusí do konce dekády přistát na Měsíci. V té době jedinou zkušeností Spojených států s pilotovanými kosmickými loďmi byl 15minutový suborbitální let lodě Freedom 7 s astronautem Alanem Shepardem. Žádná raketa na světě by v té době nebyla schopná vynést najednou celou kosmickou loď na Měsíc. Raketa Saturn I byla sice ve vývoji, ale ještě neletěla. I tak by kvůli své malé velikosti bylo nutno více startů na vynesení všech součástí kosmické lodi pro cestu k Měsíci.
Na začátku plánovacího procesu NASA uvažovala o třech hlavních způsobech letu na Měsíc: Spojení na zemské orbitě, přímý let a spojení na lunární orbitě. Jako první NASA zavrhla spojení na orbitě Měsíce (s odůvodněním, že tato spojení by mělo proběhnout nejprve na zemské orbitě). Nakonec se rozhodlo, že spojení na zemské orbitě je nejrychlejší a nejsnazší způsob jako dosáhnout cíle, který vytyčil prezident Kennedy.
Od 1960 do 1962 Marshall Space Flight Center (MSFC) vyvíjelo rakety, které se daly použít pro různé mise. Začínalo s modelem C-1, z něhož se později vyvinul model Saturn I. Ve své první verzi jako Saturn I měl dva stupně a byl určen na testy maket lodí Apollo na oběžné dráze Země. První stupeň byl poháněn osmi motory H-1 (tah 8× 835 kN), které spalovaly kapalný kyslík a letecký petrolej RP-1. Druhý stupeň S-IV měl šest motorů RL-10 (tah 6× 67 kN), které spalovaly kapalný kyslík a vodík. Nosnost byla 9 100 kg. Saturn IB vznikl výměnou druhého stupně za stupeň S-IVB, který měl jen jeden kyslíkovo-vodíkový motor J-2 (tah 1 000 kN).
První stupeň měl tah zesílený na 8× 912 kN. Nosnost tím vzrostla na 14 000 kg. Vývoj rakety C-2 se nedostal daleko. MSFC jej zrušila ve prospěch vývoje modelu C-3, kde použila dva motory F-1 na prvním stupni, čtyři motory J-2 na druhém stupni a na stupni S-IV šest motorů RL-10. NASA plánovala použít tuto raketu jako součást konceptu spojení na zemské oběžné dráze, kdy by potřebovala nejméně čtyři až pět startů pro jedinou misi.
MSFC ale plánovalo postavit ještě větší raketu C-4. Ta by použila stupeň S-IVB s jedním motorem J-2. Na jejím prvním stupni by byly čtyři motory F-1. Druhý stupeň měl být zvětšená verze druhého stupně rakety C-3. Tato raketa by potřebovala jen dva starty pro jednu misi.
10. ledna 1962 NASA oznámila plán postavit raketu C-5. Ta měla mít pět motorů F-1 na prvním stupni, pět motorů J-2 na druhém stupni a třetí stupeň S-IVB. V třístupňové verzi měla nosnost 45 000 kg k Měsíci. První čtyři starty měly otestovat všechny stupně rakety s tím, že poslední testovací let měl být okolo Měsíce. První pilotovaný let se neměl uskutečnit dříve než v roce 1969 (nakonec se však první let s lidskou posádkou uskutečnil v prosinci 1968).
V polovině roku 1962 se NASA rozhodla, že otestuje všechny tři stupně už na prvním testovacím letu. To by zkrátilo čas na testy a vývoj, ale jen v případě, že všechny tři stupně by pracovaly perfektně. Též zredukovala počet potřebných raket z 25 na 15. V roce 1963 byla raketa C-5 přejmenována na Saturn V.  V tom samém roce firma Rocketdyne dodala do Marshall Space Flight Center první motory F-1, určené pro statické testy. Ve druhé polovině roku 1966 vrcholila série statických zkoušek a 6. září byl motor F-1 kvalifikován pro mise s lidskou posádkou. Po několika letech intenzivního vývoje a testů raketa poprvé vzlétla 9. listopadu 1967 s nepilotovanou kosmickou lodí Apollo 4.

## Technologie
Saturn V byl více než 110 m vysoký s průměrem 10 m. Naplněn palivem vážil necelé tři tisíce tun, byl schopen vynést 118 000 kg užitečného nákladu na nízkou oběžnou dráhu Země. Pro porovnání, výškou by se vyrovnal druhému největšímu mrakodrapu v České republice City Tower na Pankráci. Svými parametry tedy vysoce převyšoval všechny do té doby postavené nosné rakety.
Saturn V byl navržen v Marshall Space Flight Center v Huntsville. Používal nové výkonné motory F-1 a J-2. Vývojáři od počátku vycházeli z technologii a zkušenosti získaných při vývoji rakety Saturn I. Třetí stupeň, S-IVB, rakety Saturn V byl postaven na základě druhého stupně S-IV rakety Saturn I a byl identický s druhým stupněm Saturnu IB. Přístrojová sekce, která kontrolovala všechny měřené veličiny a řídila Saturn V během aktivní fáze letu, byla dalším vývojovým stupněm jednotek použitých už na Saturnu I a byla identická s jednotkou Saturnu IB.

### Stupně

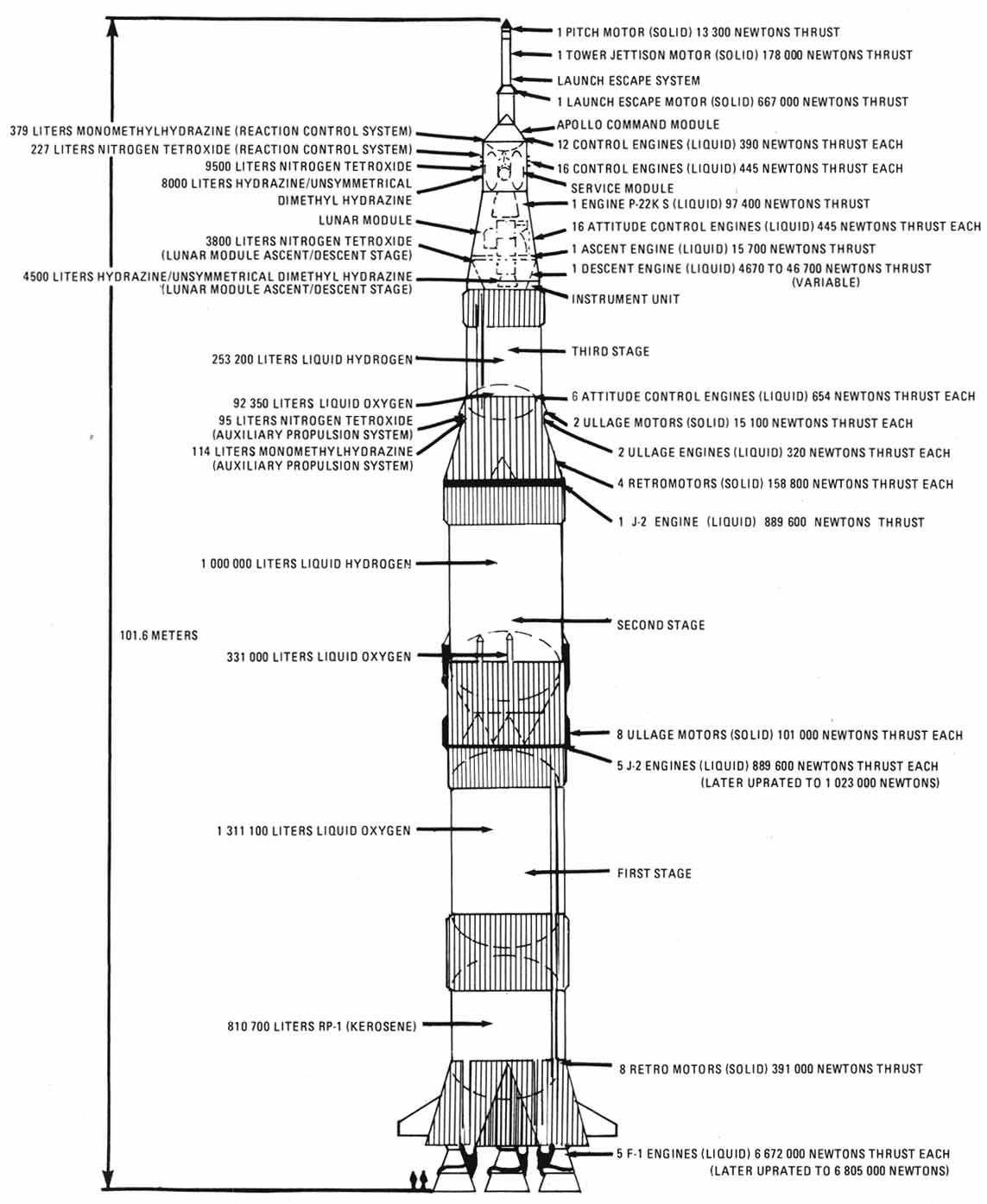
Schéma rakety Saturn V

Saturn V se skládal z tří stupňů a přístrojové části, které byly vyvinuty a dodány společnostmi Boeing North American Aviation a Douglas Aircraft. V současnosti je vlastníkem všech tří dodavatelů firma The Boeing Company. Dodavatelem motorů byla společnost Rocketdyne. Dalšími subdodavateli byly například společnosti IBM, Honeywell, Texas Instruments, Chrysler.
Všechny tři stupně používaly i malé motory na tuhé palivo společnosti Thiokol, které po oddělení stupeň zpomalily a zabránily tak zpětnému kontaktu popřípadě srážce se zbytkem rakety. Další série pomocných motorů, tentokrát na kapalné pohonné látky, byla umístěna na třetím stupni. Jejich úkol byl dodat stupni počáteční impuls, při druhém zážehu. Druhý zážeh probíhal ve stavu beztíže a toto „postrčení“ bylo potřeba pro natlačení kapalného paliva k sacímu hrdlu turbočerpadel. (viz Raketový motor na kapalné pohonné látky – nevýhody)
V případě, že by přerušení letu vyžadovalo zničení rakety, příslušný pracovník Eastern Test Range by vyslal povel k aktivaci sebedestrukční sekvence. Nejprve měly být odstaveny motory, poté by byl aktivován únikový systém, který by zajistil oddělení velitelského modulu a oddálil ho od rakety. Poté by byly odpáleny tvarové nálože, které byly navrženy na přesné protržení nádrží a bezpečný rozptyl pohonných látek do okolí.

#### S-IC první stupeň

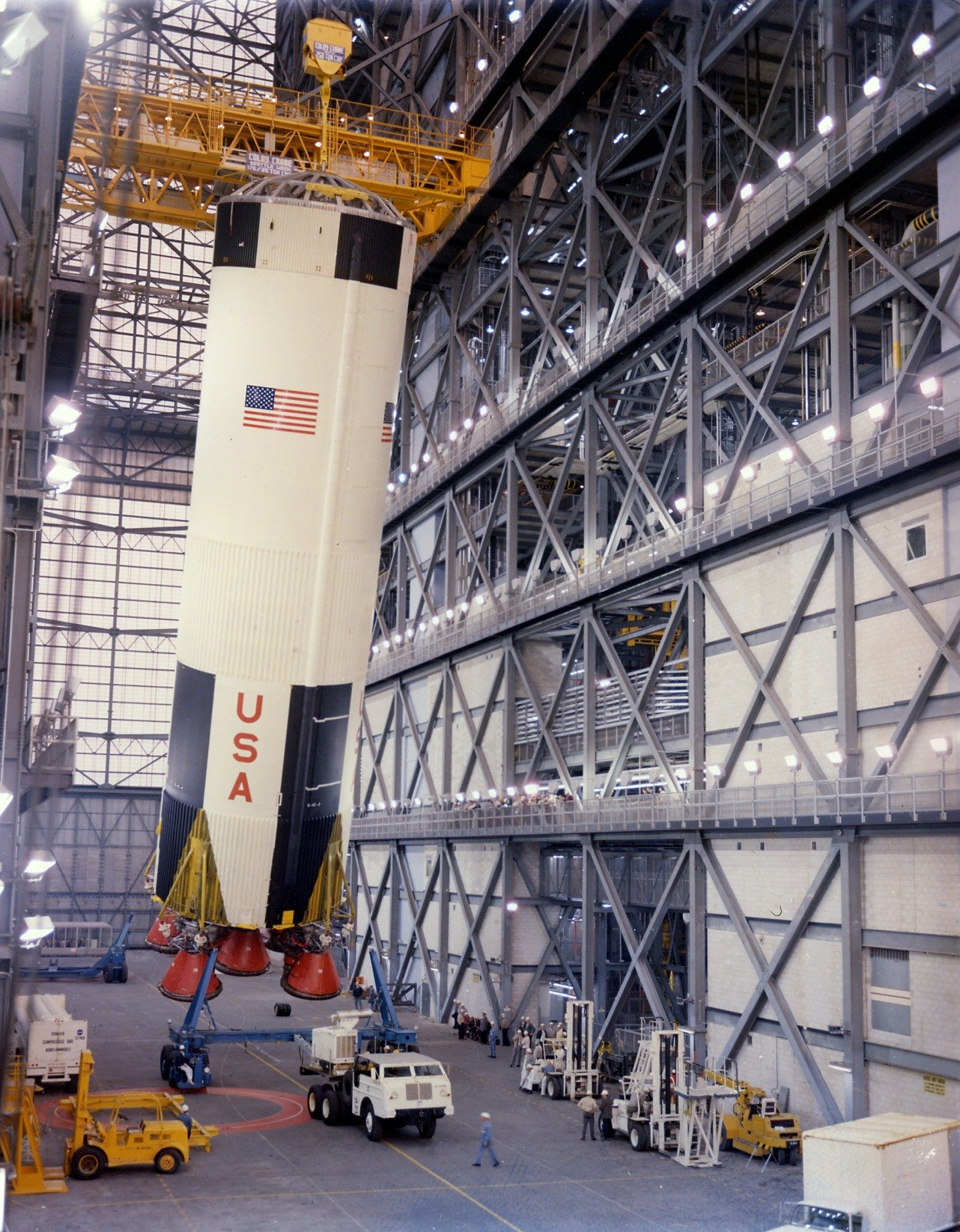
První stupeň Apollo 8 Saturn V je vztyčován VAB 1. ledna 1968

První stupeň S-IC byl zcela jiné konstrukce než první stupeň Saturnu I a Saturnu IB. Tyto předchozí stupně byly sestaveny z trupů starších raket Redstone a Jupiter a vycházely z koncepce von Braunova projektu Super-Jupiter (viz Saturn I – historie). Nový stupeň však měl být mnohem větší a byl projektován zcela od začátku. V raných stádiích konceptu Saturnu V, tehdy ještě pod názvem C-5, byly definovány základní parametry. Průměr měl být 10 metrů, výška 40 metrů a měl být vybaven čtyřmi motory F-1 na RP-1 a kapalný kyslík. Na počátku roku 1961 byl počet motorů zvýšen na pět. Kontrakt na vývoj a výrobu byl udělen společnosti Boeing a práce probíhaly v Michoud Assembly Facility v New Orleans. (později zde byly vyráběny externí nádrže pro Space Shuttle).
Konstrukce stupně sestávala z oddělených nádrží na palivo a okysličovadlo, podpůrné konstrukce, a předního adaptéru pro druhý stupeň. Rozměry těchto hlavních komponent byly obrovské a jejich výroba představovala velký problém. Většina konstrukčních prvků byla vyrobena ze slitin hliníku a spojování částí bylo realizováno pomocí svarů. Kvůli velikosti jednotlivých segmentů musely být svary velmi dlouhé a zároveň dokonalé. Byly proto vyvinuty nové postupy svařování a každý svár musel být kontrolován na průsaky a skryté vady. Svařování bylo komplikováno také rozdílnými tloušťkami spojovaných plátů a obtížnou svařitelností nových slitin. Na práce dohlíželi zástupci Marshall Space Flight Center, kteří na průběh prací v Michoud Assembly Facility dohlíželi a podíleli se na vývoji.

#### S-II druhý stupeň
S-II byl postaven firmou North American Aviation v Seal Beach. Jako palivo používal tekutý vodík a jako okysličovadlo tekutý kyslík. Jeho pět motorů J-2 bylo uspořádáno podobně jako na stupni S-IC. Druhý stupeň poháněl Saturn V během průletu horními vrstvami atmosféry a disponoval tahem 5 MN. Po natankování tvořilo 97 % hmotnosti stupně palivo a okysličovadlo. Namísto toho, aby byly nádrže fyzicky oddělené podobně jako u prvního stupně, použili u S-II konstruktéři příčku na vrchu nádrže s kyslíkem a na spodku nádrže s vodíkem. Příčka byla složená ze dvou hliníkových desek oddělených plastem z fenolové živice. Ta měla izolovat 70 °C teplotní rozdíl mezi nádržemi. Použití této příčky ušetřilo 3,6 tuny.

#### S-IVB třetí stupeň

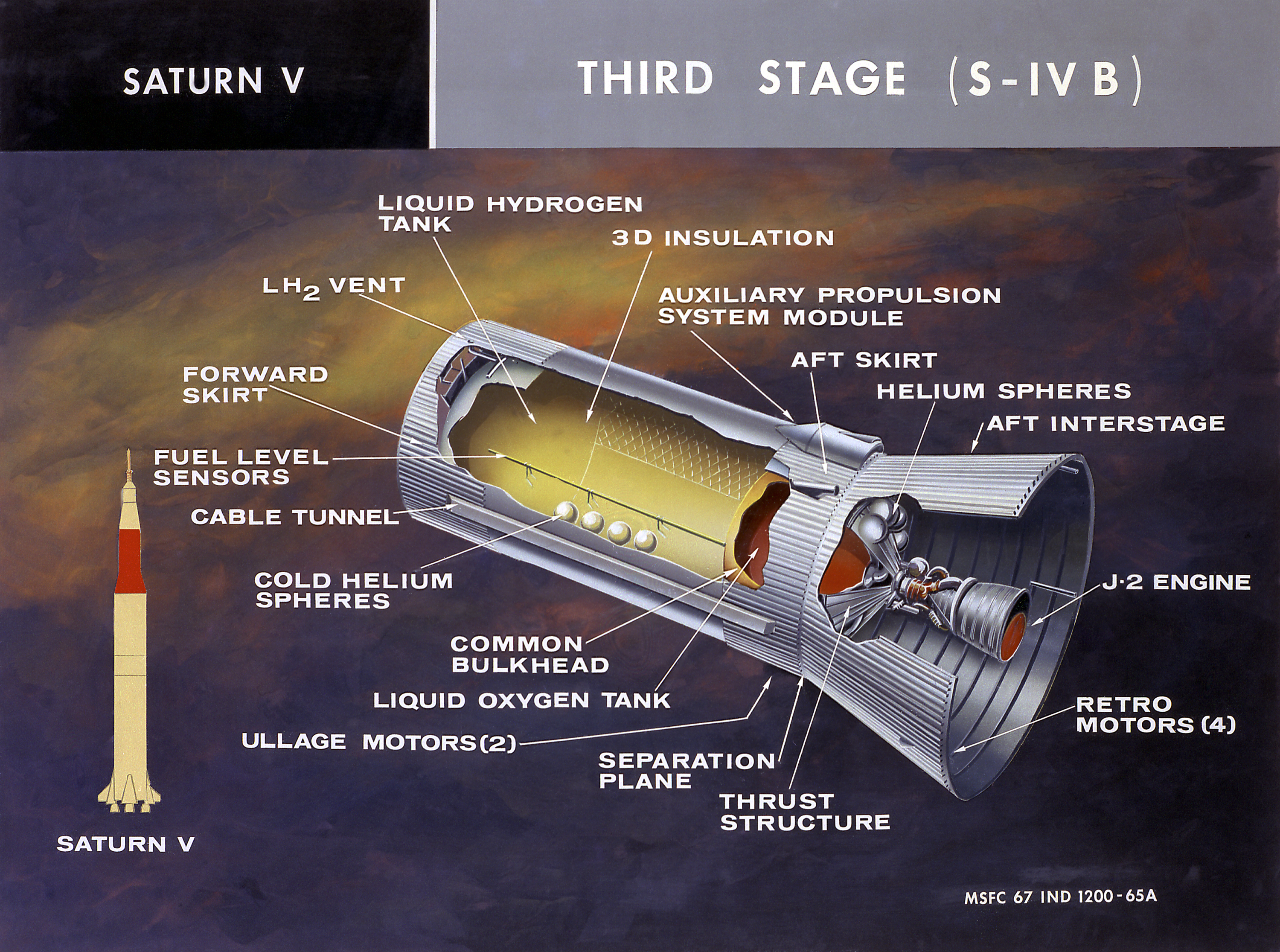
Řez třetím stupněm

S-IVB byl postaven ve firmě Douglas Aircraft Company v Huntington Beach. Používal jeden motor J-2 a stejné palivo jako druhý stupeň. Tento stupeň byl v průběhu mise použit dvakrát: poprvé po oddělení druhého stupně pro vstup na oběžnou dráhu a později pro navedení na translunární dráhu. Tento stupeň též měl fenolovou příčku na oddělení nádrží. S-IVB byl jediný ze stupňů Saturnu V, který byl dostatečně malý na to, aby se dal převážet letadlem, v tomto případě letadlem Aero Spacelines Super Guppy. Kromě mezistupňového adaptéru byl tento stupeň skoro identický se druhým stupněm rakety Saturn IB.

#### Přístrojová část
Přístrojová část Saturnu byla vyvinuta firmou IBM a byla umístěna na vrchu třetího stupně. Postavena byla v Space Systems Center v Huntsville. Počítač kontroloval a řídil operace od několika sekund před startem až po odhození třetího stupně. To zahrnovalo řízení navigačních a telemetrických systémů rakety. Měřením zrychlení a dosažené výšky byl schopen vypočítat pozici a rychlost rakety a upravit odchylky.

### Porovnání

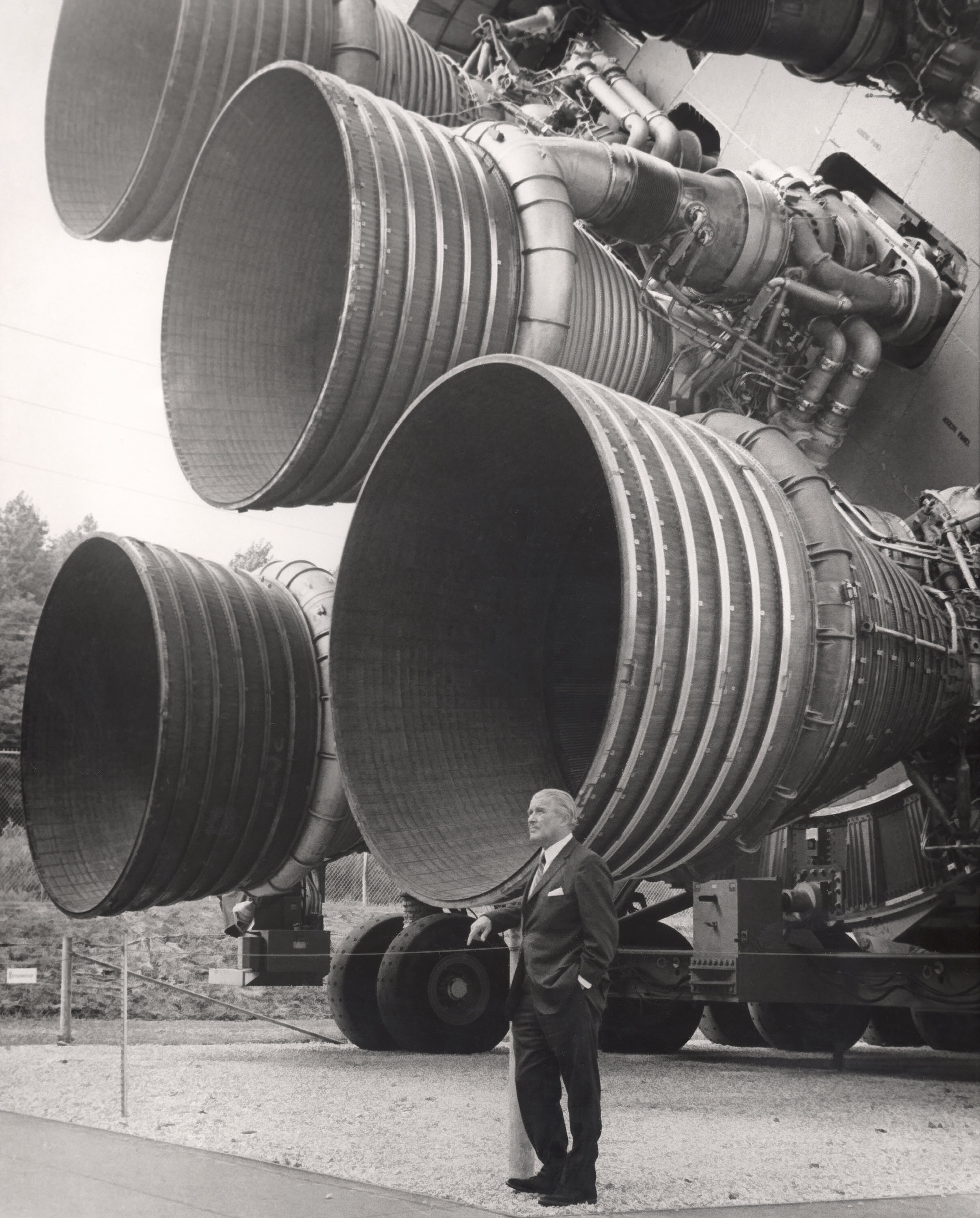
Raketové motory F-1 na prvním stupni S-IC spolu se svým tvůrcem Wernherem von Braunem.

Sovětská raketa porovnatelná se Saturnem V byla raketa N-1. Saturn V byl vyšší a těžší, ale první stupeň N-1 měl větší průměr a výrazně větší tah motorů. V průběhu jejích čtyř testů, předtím než byl vývoj zrušen, N-1 nikdy nevydržela do úspěšného oddělení prvního stupně – nejúspěšnější pokus selhal přibližně 10 sekund před oddělením. Rozhodnutí použít na prvním stupni rakety Saturn V pět velmi výkonných motorů se ukázalo být lepší konfigurací než třicet menších motorů na prvním stupni rakety N-1 (sověti v té době neměli podobně silný raketový motor). Během letů Apollo 6 a Apollo 13 byl Saturn V dokonce schopen nahradit výpadek jednoho motoru delším provozem zbývajících motorů (postupné vypínání motorů se jinak používalo ke snížení přetížení). N-1 sice měla počítač naprogramovaný na vykrytí případných výpadků motorů, ale nikdy ho úspěšně nepoužila – v jednom případě dokonce počítač vypnul všechny motory prvního stupně namísto jednoho chybného.
Třístupňová raketa Saturn V měla maximální tah 34,02 MN (Se-504 a následující) a mohla vynést 118 000 kg na nízkou oběžnou dráhu. Jen několik z novějších raket může ohrozit některé rekordy vytvořené Saturnem V:
- sovětská Eněrgija by byla silnější než Saturn V, s tahem 46 MN v konfiguraci Vulkán by dokázala vynést až 175 tun na nízkou oběžnou dráhu. Nikdy však s takovou kapacitou nevzlétla. Startovala jen dvakrát (oba dva starty byly úspěšné).[19]
- Space Shuttle dokáže vyvinout tah 34,8 MN i když užitečná hmotnost, kterou může vynést je jen 28 800 kg.
- Vyvíjená raketa SLS (Space Launch System) by měla překonat Saturn V ve všech ohledech.[20]
- Evropská Ariane 5 v nové verzi Ariane 5 ECA vynese do 12 000 kg na geostacionární dráhu.[21]
- Americká Delta IV má kapacitu 13 100 kg na geosynchronní oběžnou dráhu a až 25 800 kg na nízkou oběžnou dráhu.[22]
- Americký Falcon Heavy soukromé společnosti SpaceX má být schopna dopravit až 64 tun na nízkou oběžnou dráhu, šestnáct tun na translunární dráhu a až čtrnáct tun na přechodovou dráhu k Marsu. Její první start proběhl 6. února 2018.
- Americký Starship společnosti SpaceX s nosičem Super Heavy má být schopen dopravit na nízkou oběžnou dráhu přes 100 tun.[23]

## Sestavení

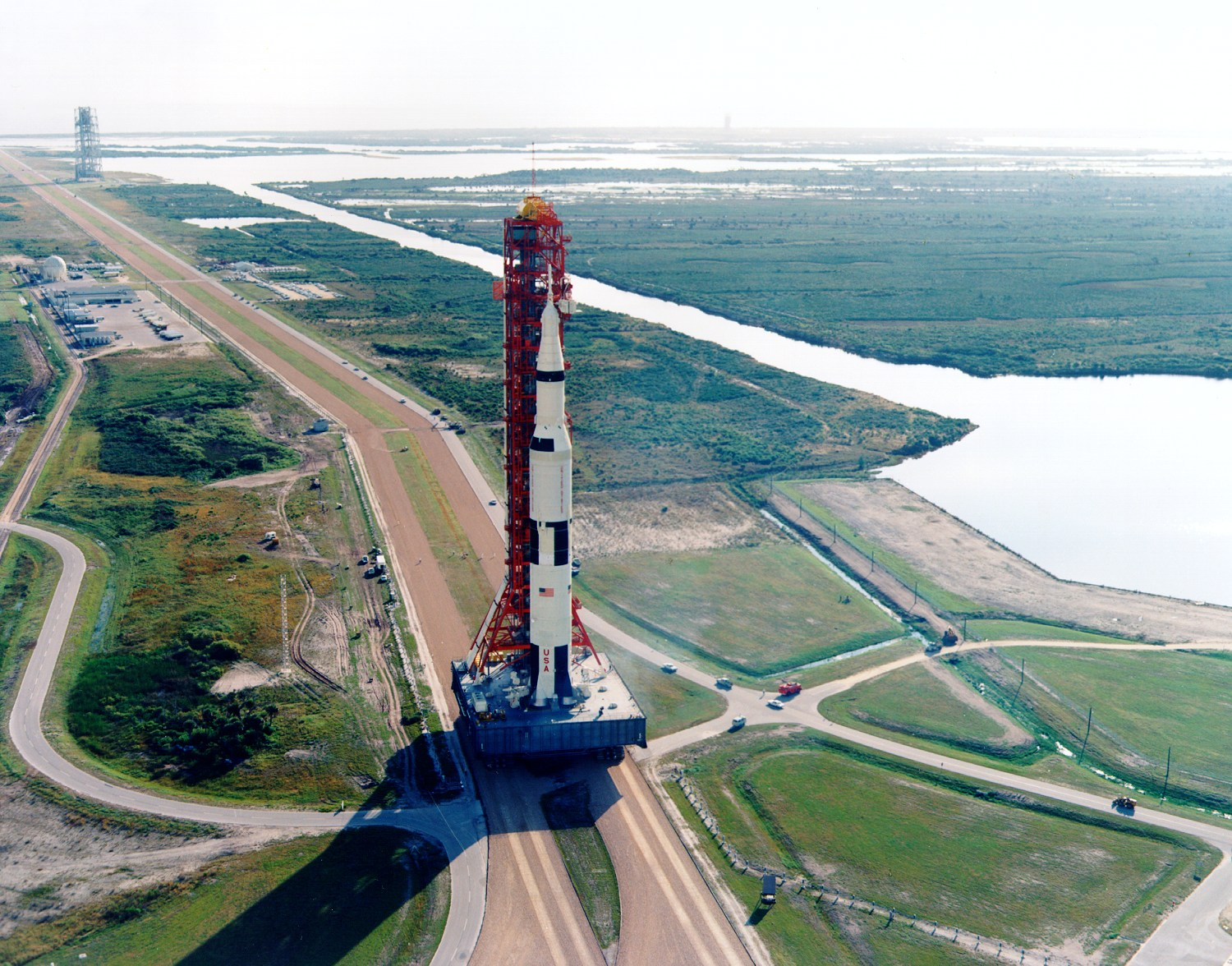
Saturn V pro Apollo 8
v průběhu přesunu na startovací rampu

Po svém dokončení byly jednotlivé stupně přesunuty do Kennedyho vesmírného střediska. První dva stupně byly tak velké, že je bylo možné přesunout jen nákladními čluny po vodě. S-IC, který vyrobili v New Orleansu, byl přesunut po řece Mississippi do Mexického zálivu. Po obeplutí Floridy byl po řece Banana dopraven do hangáru Vertical Assembly Building (dnes Vehicle Assembly Building). Stupeň S-II zkonstruovaný v Kalifornii se přesouval přes Panamský průplav. Třetí stupeň a přístrojová část byly dopraveny letecky letadly Pregnant Guppy a Super Guppy.
Po dovezení do montážní haly Vertical Assembly Building byl každý stupeň dříve, než ho vztyčili, zkontrolován ještě v horizontální poloze. NASA též vytvořila obrovské konstrukce válcovitého tvaru, které měly při vztyčovaní nahradit chybějící stupně. Tyto makety měly stejnou hmotnost a elektrické propojení jako skutečné stupně.
NASA se rozhodla pro převoz rakety na odpalovací rampu použít pojízdnou odpalovací plošinu převáženou pásovým vozidlem Crawler-Transporter postaveným v Marion Power Shovel ve státě Ohio). To znamená, že raketa byla sestavena a připravena vedle odpalovací věže v hangáru a poté se celá konstrukce přesunula na odpalovací rampu pomocí pojízdné odpalovací plošiny, která se používala v programu amerických raketoplánů. Pohybuje se po čtyřech dvojproudových cestách až na 5 km vzdálenou startovací rampu.

## Startovací sekvence misí na Měsíc
Saturn V vynesl astronauty programu Apollo na Měsíc. Všechny rakety Saturn V odstartovaly ze Startovacího komplexu 39 v Kennedyho vesmírném středisku. Po opuštění startovací věže přebralo kontrolu a řízení Johnsonovo vesmírné středisko v Houstonu.

### Sekvence S-IC

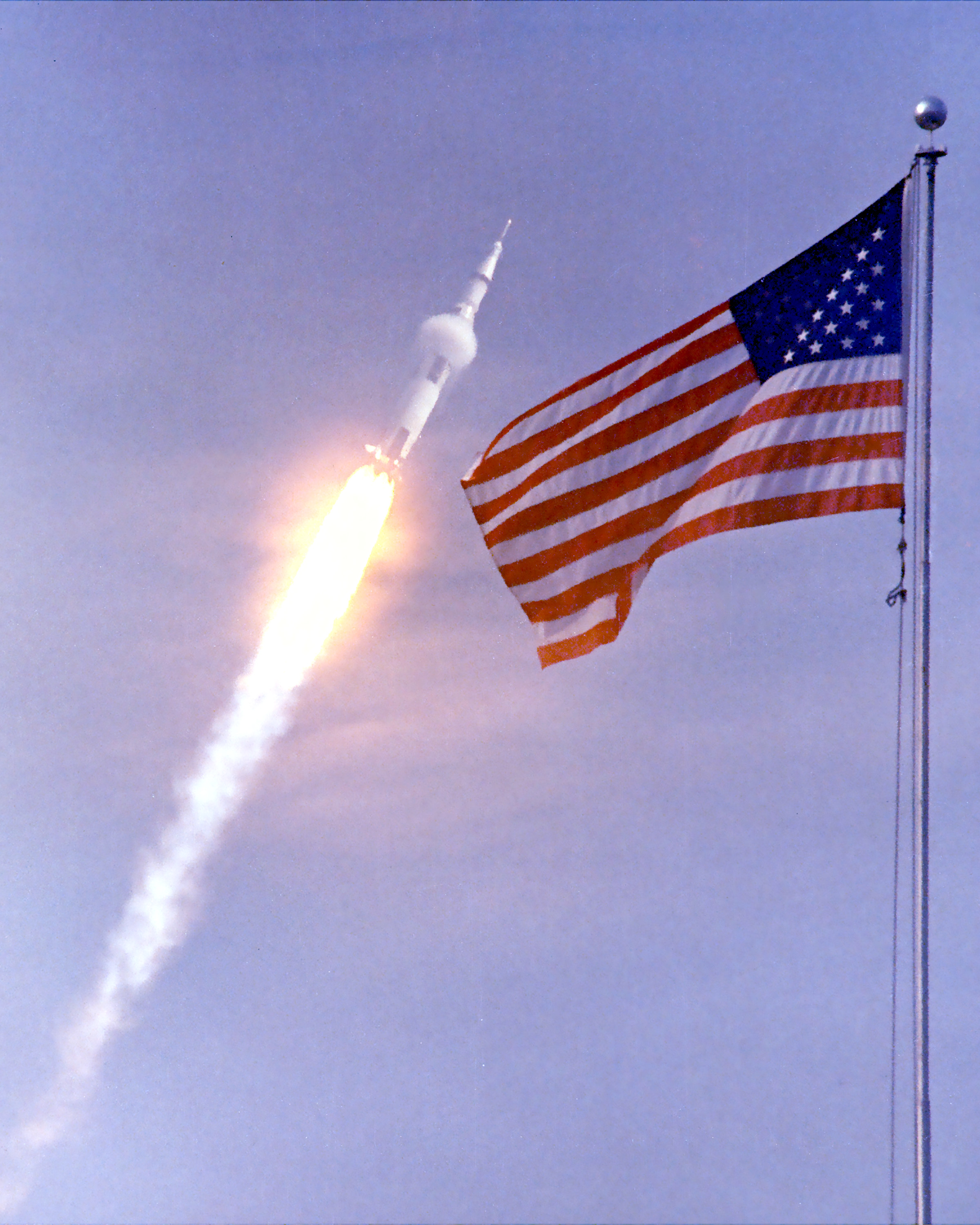
Viditelná rázová vlna vytvořená raketou Saturn V mise Apollo 11
1 minutu 20 sekund po startu (výška 12,5 km, rychlost
1 600 km/h).

První stupeň hořel 2,5 minuty, vynesl raketu do výšky 61 kilometrů a udělil jí rychlost 8 600 km/h. Přitom spálil 2 000 000 kg paliva.
8,9 sekundy před startem se začala sekvence zapálení prvního stupně. Nejprve byl zapálen střední motor, následovaný protilehlými páry motorů s 300milisekundovým zpožděním. Ve chvíli, kdy palubní počítače zaznamenaly plný tah, byla raketa ve dvou krocích uvolněna. Nejprve se odpojila zadržovací ramena startovací věže a potom, když raketa začala směrem nahoru zrychlovat, byly do půl sekundy odstraněny ostatní kovové části, kterými byla raketa přichycena k věži. Když se raketa začala pohybovat směrem vzhůru, neexistoval, v případě selhání motorů, bezpečný způsob, jak ji dostat zpět na Zem.
Trvalo přibližně šest sekund, než raketa opustila věž. Když opouštěla věž, pootočila se, aby si zabezpečila dostatečnou volnost v případě protivětru nebo selhání motorů. Ve výšce 130 metrů se raketa začala otáčet a naklánět do správného azimutu. Od startu až do 38. sekundy po zapálení druhého stupně, Saturn V letěl předprogramovaným sklonem podle převládajících větrů v měsíci startu. Čtyři boční motory se odklonily od centrálního, aby v případě, že se některý z nich vypnul dříve, ostatní směřovaly k těžišti rakety. Saturn V zrychloval. Ve výšce dvanácti kilometrů měl rychlost 500 m/s.(Viz http://www.youtube.com/watch?v=F0Yd-GxJ_QM Počátek letu byl určen k získání výšky s tím, že dopřednou rychlost získá později.
Asi 80 sekund po startu raketa dosáhla bodu maximálního dynamického tlaku („Max Q“). Dynamický tlak na raketu je přímo úměrný atmosférickému tlaku v okolí rakety a druhé mocnině rychlosti. I když se rychlost dále zvyšovala, dynamický tlak se vzrůstající výškou klesal.
135,5 sekund po startu byl vypnut centrální motor, aby se snížilo přetížení. Raketa se totiž po spálení paliva stala lehčí a motor F-1 se nedal přiškrtit, takže to byl nejjednodušší způsob. Posádka zažila největší přetížení, 4 g (39 m/s²), těsně před oddělením prvního stupně. Ostatní motory pokračovaly v činnosti až dokud nevyčerpaly okysličovadlo nebo palivo, což bylo signalizováno senzory v nasávání. 600 milisekund po zastavení motorů byl první stupeň pomocí zpětných raket na tuhé palivo oddělen.
Stalo se to ve výšce okolo 62 km. První stupeň pokračoval setrvačností v letu až do výšky 110 km a potom dopadl do Atlantského oceánu asi 560 km od startovací rampy.

### Sekvence S-II

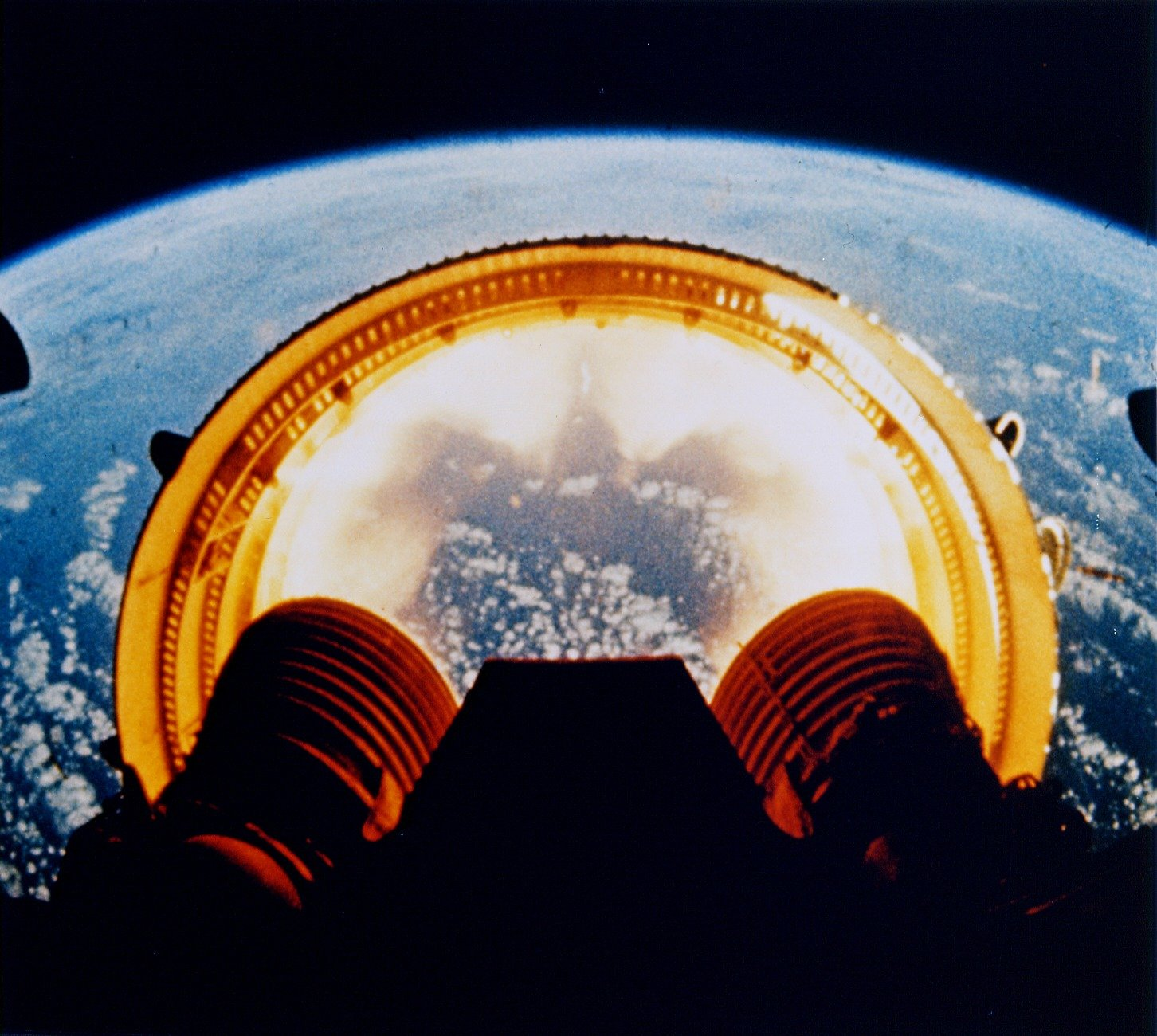
Oddělení mezistupně při misi Apollo 6 (NASA)

Po oddělení stupně S-IC se na 6 minut zapálil druhý stupeň S-II, který dostal loď do výšky 185 km a udělil jí rychlost 24 600 km/h, blízké orbitální rychlosti.
Zapálení druhého stupně probíhalo ve dvou krocích. V prvním kroku se na čtyři sekundy zapálilo osm raketových motorů na pevné palivo, aby udělilo raketě pozitivní zrychlení. Poté se zapálilo pět motorů J-2. V druhém kroku, asi třicet sekund po oddělení prvního stupně, byl od druhého stupně oddělen mezistupeň. Toto byl důkladně kontrolovaný manévr, protože bylo nepřípustné, aby se mezistupeň dotknul kteréhokoliv z motorů a vzdálenost od nich byla jen jeden metr. Ve stejném čase jako mezistupeň byl oddělen i únikový systém.
38 sekund po zapálení druhého stupně automatická kontrola letu Saturnu V přepnula z předprogramovaného řízení sklonu rakety na interaktivní, které zabezpečovala přístrojová jednotka rakety na základě údajů o zrychlení a výšce. Pokud přístrojová jednotka neudržela raketu v stanovených hranicích, posádka mohla přebrat řízení pomocí ručního řízení v kabině.
Asi 90 sekund před oddělením druhého stupně byl vypnut centrální motor, aby se snížila výšková pogo oscilace. Přístroj, který potlačoval tuto oscilaci, byl poprvé nainstalován v misi Apollo 14, ale centrální motor byl i tak vypnut dříve. V tu chvíli se hladina tekutého kyslíku snížila, což změnilo poměr obou dvou složek paliva, aby se zajistilo, že po oddělení druhého stupně v nádrži zůstane co nejméně paliva.
Na dně každé nádrže S-II bylo pět senzorů. Když dva z nich zůstaly nezakryté, přístrojová jednotka iniciovala oddělení druhého stupně. O jednu sekundu později byl stupeň oddělen a za dalších deset sekund se zapálil třetí stupeň. S-II dopadl asi 4 200 km od startovací rampy.

### Sekvence S-IVB

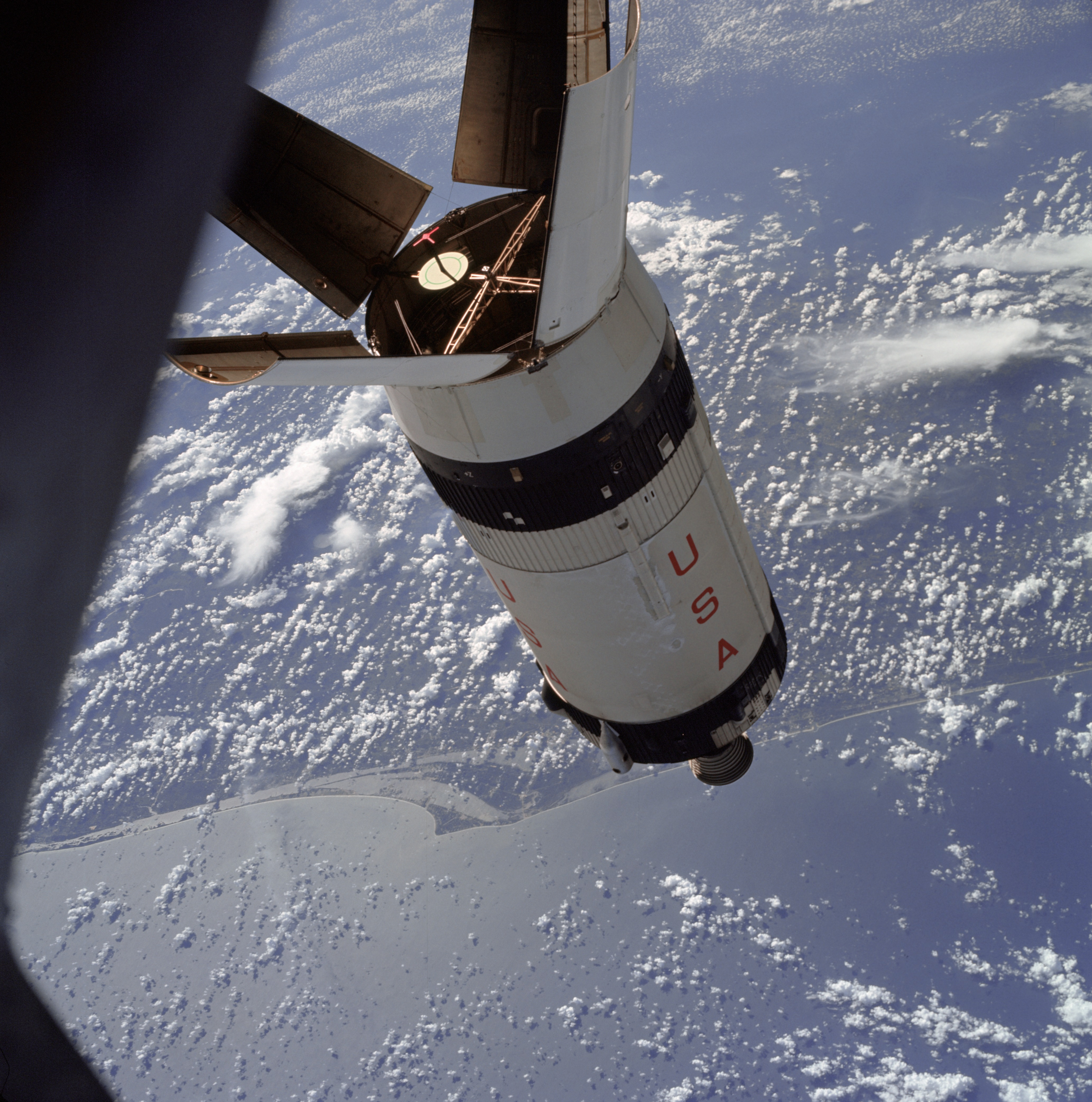
Stupeň S-IVB z mise Apollo 7 letí na zemské orbitě. I když Apollo 7 použilo jako nosnou raketu Saturn IB, stupeň S-IVB se používal na obou dvou nosných raketách. Při letech Saturnu V čtyři panely spojující loď a lunární modul byly odhozeny, aby byl umožněn přístup do lunárního modulu

Třetí stupeň byl zapálen na následující 2,5 minuty, stalo se to přibližně 12 minut po startu. Ke kosmické lodi zůstal připojen dva a půl oběhu na parkovací oběžné dráze okolo Země, zatímco astronauti kontrolovali loď a raketu, aby se ujistili, že všechny systémy pracují normálně.
Na rozdíl od předcházejícího oddělení, toto oddělení nebylo dvojfázové. Mezistupeň mezi druhým a třetím stupněm zůstal totiž připojen k druhému stupni (i když byl vyroben jako součást třetího).
10 minut a 30 sekund po startu byl Saturn V ve výšce 164 km a 1 700 km vzdálen od místa startu. Po zhruba 5minutovém zážehu byl motor třetího stupně vypnut. Loď byla ve výšce okolo 180 km. To je velmi nízká oběžná dráha, která není dlouhodobě stabilní. Je to způsobeno brzděním o zemskou atmosférou. Jen pro dvě mise Saturnu V – Apollo 9 a Skylab, byla oběžná dráha vyšší. Následující dva a půl oběhu bylo využito pro řízení lodních systémů a přípravu lodě na TLI manévr (Trans Lunar Injection), kterým se loď dostala na dráhu k Měsíci.
TLI přišel přibližně dvě a půl hodiny po startu. Byl znovu zažehnut třetí stupeň, aby vynesl loď k Měsíci. S-IVB hořel téměř šest minut. Rychlost celé lodě při dohoření byla téměř 11 km/s. Několik hodin po manévru TLI byl Velitelský a servisní modul (CSM) oddělen od třetího stupně, otočen o 180 stupňů a připojen k lunárnímu modulu, který byl v průběhu startu uložen pod ním. CSM a LM se potom oddělily od třetího stupně.
Pokud by třetí stupeň zůstal na stejné dráze jako kosmická loď, mohl by ohrozit další průběh mise, takže byl vypuštěn zbytek paliva z nádrží a tím se změnila jeho trajektorie. Po rozhodnutí řídícího střediska, třetí stupně misí Apollo 13 a pozdějších dopadly na Měsíc. Seizmometry, které zanechaly na povrchu předcházející mise dopad zaznamenaly a informace pomohly zmapovat nitro Měsíce. Třetí stupně z přecházejících výprav (kromě Apolla 9 a Apolla 12) byly navedeny na průlet okolo Měsíce a poslány na heliocentrickou dráhu. Třetí stupeň Apolla 9 S-IVB byl na sluneční orbitu poslán přímo.
Stupeň S-IVB z mise Apolla 12 měl jiný osud. 3. září 2002 Bill Yeung objevil podezřelou planetku, kterou dočasně označil J002U3. Vypadalo to, že obíhá okolo Země a brzy bylo speciální analýzou zjištěno, že její povrch je pokryt bílým oxidem titaničitým, stejným, jaký se použil na natření Saturnu V. Řídící středisko mise plánovalo poslat ho po průletu okolo Měsíce na sluneční orbitu, zážeh po oddělení od kosmické lodě Apollo trval příliš dlouho a S-IVB poslal na kvazi stabilní dráhu okolo Země a Měsíce. V roce 1971 se předpokládalo, že po sérii gravitačních turbulencí vstoupí na oběžnou dráhu okolo Slunce a vrátí se na zemskou orbitu o 31 let později. Zemskou orbitu opustil v červnu 2003.

## Pozdější použití

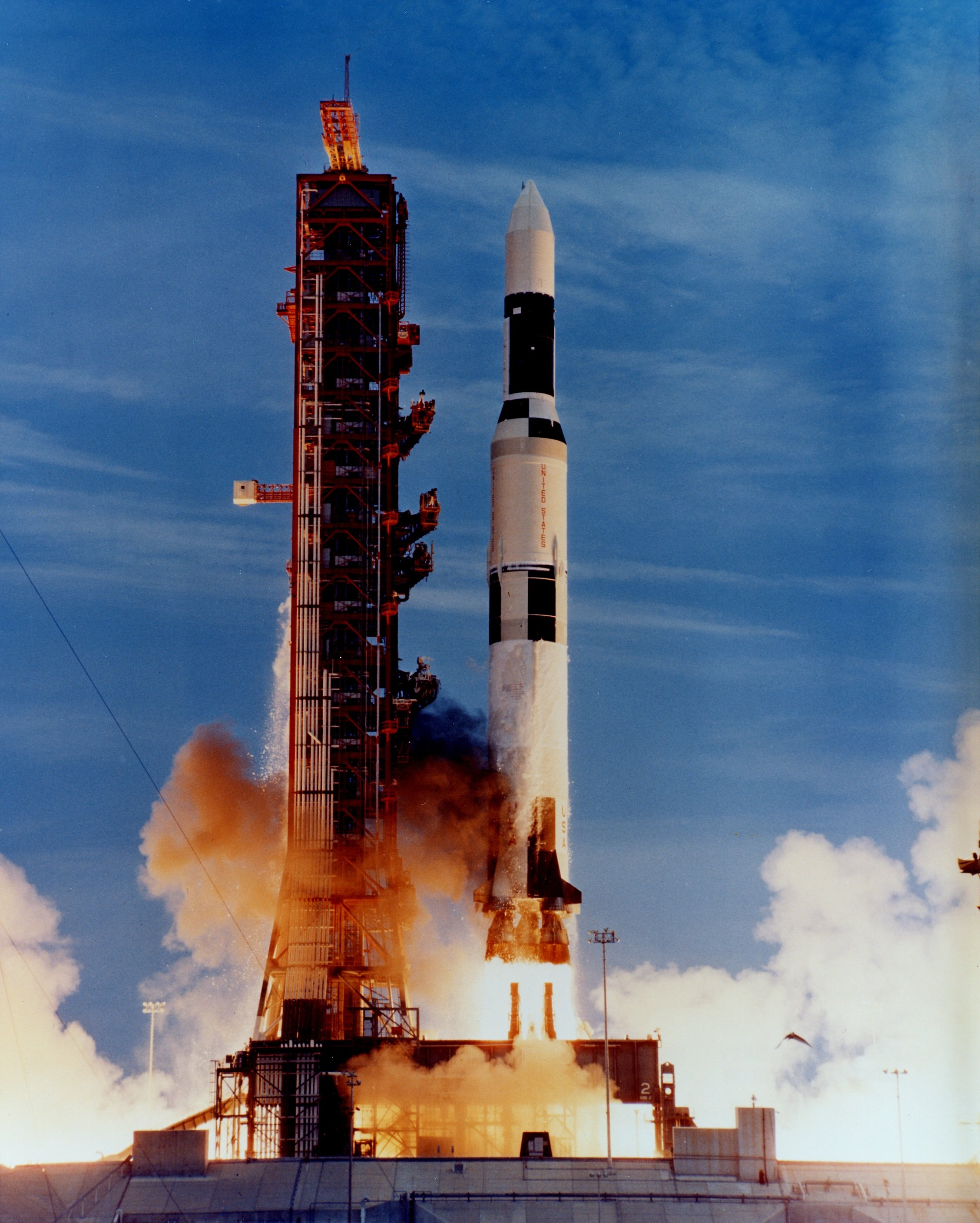
Poslední start Saturnu V vynesl kosmickou stanici Skylab na nízkou oběžnou dráhu Země.

Jediný start rakety Saturn V, který nepatřil do programu Apollo, byl start kosmické stanice Skylab. V roce 1968 byl vytvořen Apollo Applications Program pro nalezení využití zařízení vyvinutého a použitého během programu Apollo. Většina plánů se soustředila na myšlenku kosmické stanice. Původně se plánovala tzv. ‚mokrá dílna‘ (anglicky ‚wet workshop‘), kde raketový stupeň bude vynesen do vesmíru a potom na orbitě vybaven zařízením.
Tato myšlenka byla nahrazena konceptem ‚suché dílny‘ (anglicky ‚dry workshop‘), kde stupeň S-IVB byl na Zemi přebudován na kosmickou stanici a vynesen Saturnem V. V tomto případě vznikla stanice Skylab a použit byl S-IVB z rakety Saturn IB se zálohou vyrobenou z třetího stupně Saturnu V. Tato záloha je nyní vystavena v National Air and Space Museum. Od 25. května 1973 do 9. února 1974 se na stanici Skylab vystřídaly tři posádky. Samotný Skylab byl na oběžné dráze do května 1979.
Doufalo se, že Skylab vydrží na orbitě dost dlouho na to, aby ho v průběhu svých prvních letů navštívily raketoplány z programu Space Shuttle. Ty mohly zvýšit jeho oběžnou dráhu a potom by byl použit jako základ budoucích vesmírných stanic. Ale raketoplány nelétaly až do roku 1981.
S raketoplány se počítalo jako s nosiči nákladu, které by létaly současně s raketou Saturn V. Raketoplány by zabezpečovaly logistiku vesmírné stanice, zatímco Saturn V by vynášel jednotlivé komponenty. Nedostatek financí pro obnovení výroby raket Saturn V způsobil změnu plánu a Spojené státy zůstaly bez těžké nosné rakety. Někteří představitelé americké vesmírné komunity komentují tuto situaci slovy, že pokračující výroba by dovolila vybudovat Mezinárodní vesmírnou stanici jen s několika starty.
Wernher von Braun a jiní plánovali vytvořit raketu s osmi motory F-1 na prvním stupni, která by dovolovala vyslat lidskou posádku na Měsíc přímým letem. Jiné plány pro Saturn V chtěly použít raketu Centaur jako poslední stupeň nebo přidat jiné lehčí nosiče. To by umožnilo poslat velké kosmické sondy bez posádky k vnějším planetám nebo lodě s lidskou posádkou na Mars. Druhá série raket Saturn Vs (pokud by byla realizována) by pravděpodobně v prvním stupni použila motory F-1A, které měly větší tah než motory F-1. Jiná výrazná změna by spočívala v odstranění aerodynamických stabilizátorů, která v porovnání se svou hmotností přinesla jen malý užitek a prodloužení prvního stupně S-IC na podporu výkonnějších motorů F-1A a zvýšení výkonu motorů J-2 pro horní dva stupně. Saturn V měl být též nosičem atomového raketového stupně RIFT a později pro NERVA. Americké návrhy z konce 50. let na raketu větší než Saturn V ji nazývaly Nova. Jméno Nova neslo více než třicet různých návrhů velkých raket.
V roce 2005 NASA zveřejnila plány postavit těžkou nosnou raketu Ares V, používající dvě pětisegmentové verze nosných raket na pevné palivo pro americký raketoplán spolu s pěti hlavními motory pro Space Shuttle (SSME) nebo třemi raketovými motory RS-68, které se v současnosti používají v raketách Delta IV. Tento projekt by využil současně technologie, protože motory SSME jsou efektivnější než motory F-1 nebo J-2 a dovolil by NASA do roku 2020 vrátit se na Měsíc. Jediný motor odvozený z motorů nosné rakety Saturn, J-2, by byl použit v nové raketě jako J-2X (dříve J-2S) pro Orion namísto jednoho SSME a na nejvyšším stupni (známém jako „Earth Escape Stage“) nosné rakety SDLV. V roce 2011 byl tento program zrušen a nahrazen novým, Space Launch System (SLS).

## Cena
Od roku 1964 do roku 1973 bylo na vývoj a výrobu Saturnu V použito 6,5 miliard dolarů s maximem v roce 1966 a to 1,2 miliard dolarů. Jedním z hlavních důvodů pro zrušení programu Apollo byla cena. V roce 1966 získala NASA největší rozpočet a to 4,5 miliard, což bylo v té době asi 0,5 % z HDP Spojených států amerických. Ve stejném roce resort obrany dostal 63,5 miliard dolarů.

## Rakety Saturn V a jejich starty
| Sériové číslo | Mise      | Datum startu       | Poznámka                                                  |           |
| ------------- | --------- | ------------------ | --------------------------------------------------------- | --------- |
| SA-501        | Apollo 4  | 9. listopadu 1967  | První testovací let                                       |           |
| SA-502        | Apollo 6  | 4. dubna 1968      | Druhý testovací let                                       |           |

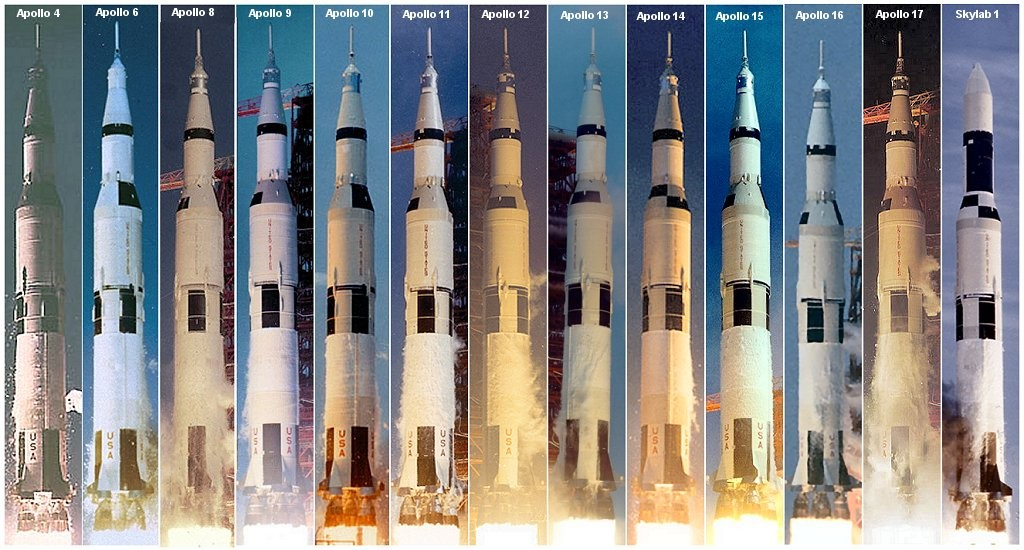
Jak ukazuje fotomontáž všech startů, Saturn V startoval přes den nebo v noci, za dobrého i horšího počasí, přesně v naplánovaném čase

| SA-503        | Apollo 8  | 21. prosince 1968  | První let s lidskou posádkou na oběžnou dráhu Měsíce      |           |
| SA-504        | Apollo 9  | 3. března 1969     | Test lunárního modulu na zemské oběžné dráze              |           |
| SA-505        | Apollo 10 | 18. května 1969    | Test lunárního modulu na oběžné dráze Měsíce              |           |
| SA-506        | Apollo 11 | 16. července 1969  | První přistání na Měsíci                                  |           |
| SA-507        | Apollo 12 | 14. listopadu 1969 | Přistání v blízkosti sondy Surveyor 3                     |           |
| SA-508        | Apollo 13 | 11. dubna 1970     | Mise pro poruchu během letu zrušena, posádka zachráněna.  |           |
| SA-509        | Apollo 14 | 31. ledna 1971     | Přistání blízko Fra Mauro                                 |           |
| SA-510        | Apollo 15 | 26. července 1971  | První lunární vozidlo                                     |           |
| SA-511        | Apollo 16 | 16. dubna 1972     | Přistání na Descartes                                     |           |
| SA-512        | Apollo 17 | 6. prosince 1972   | První a jediný noční start; Poslední mise programu Apollo |           |
| SA-513        | Skylab 1  | 14. května 1973    | Dvojstupňová verze pro Skylab                             |           |
| SA-514        | Nepoužita | Nepoužita          | Nepoužita                                                 | Nepoužita |
| SA-515        | Nepoužita | Nepoužita          | Nepoužita                                                 | Nepoužita |

V současnosti je možné vidět rakety Saturn V na třech místech (všechny jsou v horizontální poloze):
- V Johnson Space Center je vystaven první stupeň z SA-514, druhý stupeň z SA-515 a třetí stupeň z SA-513.
- V Kennedyho vesmírném středisku je vystaven S-IC-T (testovací stupeň) a druhý a třetí stupeň z SA-514.
- V U.S. Space & Rocket Center v Huntsville jsou vystaveny S-IC-D, S-II-F/D a S-IVB-D (všechno testovací stupně).

Z těchto tří raket jen ta v Johnson Space Center se skládá ze stupňů, které měly vzlétnout. The US Space & Rocket Center má též vztyčený model Saturnu V ve skutečné velikosti. První stupeň z SA-515 se nachází v Michoud Assembly Facility v New Orleans a třetí stupeň byl předělán na záložní pro program Skylab a v současnosti je vystaven v National Air and Space Museum.
Populární, ale nepravdivá legenda z roku 1996 tvrdí, že NASA ztratila nebo zničila plány rakety Saturn V. Ve skutečnosti plány stále existují na mikrofilmech v Marshall Space Flight Center.

#### Jiné stránky
- Apollo Saturn referenční stránka
- Archiv Programu Apollo
- Historie kosmických raket

#### Simulátory
- Saturn V/Saturn IB simulace pro orbitální let